# Звёздные войны: Империя наносит ответный удар (саундтрек)
Империя наносит ответный удар (саундтрек) (англ. The Empire Strikes Back (soundtrack)), впоследствии выпущенный под названием Звёздные войны: Империя наносит ответный удар (саундтрек) — саундтрек к фильму «Звёздные войны. Эпизод V: Империя наносит ответный удар», созданный Джоном Уильямсом, был записан на восемнадцати сессиях в Anvil Studios за три дня в декабре 1979 года и ещё шесть дней в январе 1980 года, когда Уильямс дирижировал Лондонским симфоническим оркестром. Между «Новой надеждой» и «Империей наносит ответный удар» Уильямс также работал с Лондонским симфоническим оркестром над музыкой к фильмам «Ярость», «Супермен» и «Дракула». Музыка заработала ещё одну номинацию на премию «Оскар» для Уильямса. Снова, музыка была оркестрована Гербертом В. Спенсером, записана инженером Эриком Томлинсоном и отмонтажированна Кеннетом Уоннбергом под руководством Лайонела Ньюмана. Джон Уильямс сам взял на себя обязанности продюсера звукозаписи от создателя «Звёздных войн» Джорджа Лукаса.
Саундтрек был впервые выпущен в Соединённых Штатах в виде 75-минутного двойного LP за пять дней до премьеры фильма, но первый релиз компакт-диска длился всего половину длины 2-LP-сет. Перезаписи партитуры даже включали музыку, которой не было на оригинальном саундтреке CD. Обновлённая версия саундтрека была выпущена Walt Disney Records 4 мая 2018 года.

## Обзор
В 1980 году диско-лейбл RSO Records выпустил оригинальный саундтрек фильма в виде двойного альбома с двумя долгоиграющими (LP) записями. В совокупности две записи содержали семьдесят пять минут музыкального фильма. Этот двойной LP-пакет также включал в себя презентацию буклета с изображениями главных героев и последовательности действий из фильма. В конце буклета было представлено интервью с Джоном Уильямсом о музыке и новых темах, таких как «Имперский марш (тема Дарта Вейдера)» (англ. The Imperial March (Darth Vader’s Theme)) и «Тема Йоды» (англ. Yoda’s Theme). Он также включал краткое объяснение каждого трэка. На обложке изображена маска Дарта Вейдера на фоне космоса; а на задней обложке была изображена знаменитая версия плаката «Унесённые ветром». Как примечательная сторона, этот пакет ознаменовал последний раз, когда был выпущен двойной набор LP саундтреков (Эпизод VI, последний фильм, который выпустил саундтрек для LP, имел только сингл диск, также выпущенный RSO Records). Двухкассетное издание также было выпущено.
В Великобритании в 1980 году RSO Records выпустили сингл виниловый альбом и кассету. Он включал только десять треков, которые также были переставлены по-другому. Например, первый трек в британском выпуске — «Имперский марш» вместо «Главной темы Звёздных войн». Этот трек-лист будет использован для первого международного выпуска альбома в 1985 году. Кроме того, в отличие от американской версии, в этом выпуске не было буклета, но информация (и некоторые фотографии) были воспроизведены на внутреннем конверте.
В 1985 году Polydor Records выпустили первый компакт-диск (CD) с саундтреком, которую к тому времени поглотил RSO Records и весь музыкальный каталог. Как и в случае с оригинальным виниловым и кассетным выпуском альбома, этот выпуск компакт-диска сократил музыкальное содержание с семидесяти пяти минут, показанных в двойном альбоме 1980 года в США, до сорока двух минут.
В 1993 году 20th Century Fox Film Scores выпустили специальный бокс-сет из четырёх дисков: Star Wars Trilogy: The Original Soundtrack Anthology. Эта антология включала саундтреки ко всем трём оригинальным фильмам «Звёздных войн» на отдельных дисках. Диск, посвящённый «Империи наносит ответный удар», восстановил почти все первоначальные семьдесят пять минут, начиная с версии 1980 года LP, и включал новые музыкальные реплики, которые ранее не выпускались, в общей сложности девятнадцать треков. На четвёртом бонусном диске пять дополнительных треков из «Империи» были включены в сборник дополнительных реплик из двух других фильмов. Этот выпуск компакт-диска также ознаменовал первый случай, когда знаменитая «20th Century Fox Fanfare», написанная Альфредом Ньюманом в 1954 году, была добавлена в список треков, предшествовавший «Главной теме Звёздных войн».
В 1997 году RCA Victor выпустил окончательный набор из двух дисков, совпадающий с выпусками Специального издания оригинальных фильмов трилогии. Этот оригинальный лимитированный издательский набор содержал чёрный буклет на тридцать две страницы, который был заключён в защитный внешний футляр. На обложках буклета и в футляре были изображены плакаты с изображением Специального издания трилогии «Звёздных войн». Этот буклет был очень подробным и содержал подробные заметки о каждой музыкальной реплике, а также изображения главных героев и последовательности действий из фильма. Два диска были помещены в конверты, которые находились на внутренней стороне передней и задней обложки буклета. На каждом диске был нанесён сверкающий лазером голографический логотип Империи. Музыкальное содержание показало полную музыку фильма впервые. Он имел все ранее выпущенные треки (восстановление музыки Mynock Cave, которая была прекращена в выпуске 1993 года), включал расширенные версии пяти из этих треков с ранее не выпущенным материалом, и шесть совершенно новых треков с никогда ранее не выпущенной музыкой в общей сложности. сто двадцать четыре минуты. Все треки были обновлены в цифровом виде для превосходной чистоты звука. Они также были переупорядочены и переименованы из предыдущих выпусков, чтобы следовать сюжету фильма в хронологическом порядке. RCA Victor повторно упаковал набор Специального издания, выпущенный позднее в 1997 году, предлагая его в компактной упаковке Jewel case в виде неограниченного выпуска, но без потрясающей презентации и упаковки оригинальной версии «чёрного буклета».
В 2004 году Sony Classical приобрела права на музыку классической трилогии, поскольку у неё уже были права на выпуск саундтреков ко второй трилогии («Скрытая угроза» и «Атака клонов»). И вот, в 2004 году Sony Classical повторно выпустила выпуск RCA Victor, выпущенный в 1997 году для Специального издания трилогии «Звёздных войн», в том числе «Империя наносит ответный удар». Набор был выпущен в менее чем впечатляющей упаковке с новой художественной работой, отражающей первый DVD выпуск фильма. Несмотря на цифровое обновление Sony, которое минимально улучшило звук, слышимый только на высококачественных стереосистемах, этот выпуск 2004 года по сути является выпуском RCA Victor 1997 года.
В 2016 году Sony Classical выпустила обновлённую версию оригинального выпуска 1980 года в виде двухдискового LP, копируя все аспекты оригинального релиза RSO вплоть до лейбла.
4 мая 2018 года Walt Disney Records выпустил недавно обновлённое издание оригинальной программы альбома 1980 года на CD, цифровую загрузку и потоковую передачу. Это обновление было недавно собрано из высококачественных лент, а не из существующих мастеров альбома 1980 года. Этот выпуск знаменует собой первый выпуск на CD полного альбома саундтрека 1980 года.

### История выпусков
| Название                                                                          | Дата выпуска в США | Лейбл          | Формат                   |
| --------------------------------------------------------------------------------- | ------------------ | -------------- | ------------------------ |
| The Empire Strikes Back-Original Soundtrack                                       | 16 мая 1980        | RSO            | Двойной-LP               |
| The Empire Strikes Back-Original Soundtrack                                       | 1986               | Polydor        | CD                       |
| Star Wars Trilogy: The Original Soundtrack Anthology                              | 1993               | Arista         | CD                       |
| Star Wars Episode V: The Empire Strikes Back (Original Motion Picture Soundtrack) | 1997               | RCA Victor     | Двойной CD               |
| Star Wars Episode V: The Empire Strikes Back (Original Motion Picture Soundtrack) | 2004               | Sony Classical | Двойной CD               |
| The Music of Star Wars: 30th Anniversary Collector’s Edition                      | 6 ноября 2007      | Sony Classical | CD                       |
| Star Wars: The Ultimate Soundtrack Collection                                     | 8 января 2016      | Sony Classical | CD, LP, цифровой         |
| Star Wars: The Empire Strikes Back (Original Motion Picture Soundtrack)           | 4 мая 2018         | Walt Disney    | Обновлённый CD, цифровой |

## Список треков для первого выпуска в США на LP
- Первый выпуск на LP от RSO.

| №  | Название                        | Длительность |
| -- | ------------------------------- | ------------ |
| 1. | «Star Wars (Main Theme)»        | 5:49         |
| 2. | «Yoda’s Theme»                  | 3:24         |
| 3. | «The Training of a Jedi Knight» | 3:17         |
| 4. | «The Heroics of Luke and Han»   | 6:18         |

| №  | Название                                   | Длительность |
| -- | ------------------------------------------ | ------------ |
| 5. | «The Imperial March (Darth Vader’s Theme)» | 2:59         |
| 6. | «Departure of Boba Fett»                   | 3:30         |
| 7. | «Han Solo and the Princess»                | 3:25         |
| 8. | «Hyperspace»                               | 4:02         |
| 9. | «The Battle in the Snow»                   | 3:48         |

| №   | Название                 | Длительность |
| --- | ------------------------ | ------------ |
| 10. | «The Asteroid Field»     | 4:10         |
| 11. | «The City in the Clouds» | 6:29         |
| 12. | «Rebels at Bay»          | 5:23         |
| 13. | «Yoda and the Force»     | 4:01         |

| №   | Название         | Длительность |
| --- | ---------------- | ------------ |
| 14. | «The Duel»       | 4:07         |
| 15. | «The Magic Tree» | 3:32         |
| 16. | «Lando’s Palace» | 3:52         |
| 17. | «Finale»         | 6:28         |

Общее время: 74:34

## Список треков для оригинального выпуска в Великобритании и первого международного выпуска на CD
- Первый выпуск на CD от Polydor.

1. «The Imperial March (Darth Vader’s Theme)» — 3:00
2. «Yoda’s Theme» — 3:27
3. «The Asteroid Field» — 4:10
4. «Han Solo and the Princess» — 3:26
5. «Finale» — 6:25
6. «Star Wars (Main Theme)» — 5:48
7. «The Training of a Jedi Knight» — 3:05
8. «Yoda and the Force» — 4:02
9. «The Duel» — 4:03
10. «The Battle in the Snow» — 3:48

Общее время: 41:23

## Star Wars Trilogy: The Original Soundtrack Anthology
В 1993 году 20th Century Fox Film Scores выпустили бокс-сет из четырёх CDдисков, содержащий музыку из оригинальной трилогии «Звёздных войн». Второй диск в серии был посвящён «Империи наносит ответный удар», с дальнейшими треками на четвёртом диске.
| №   | Название                                                                    | Длительность |
| --- | --------------------------------------------------------------------------- | ------------ |
| 1.  | «20th Century Fox Fanfare with CinemaScope Extension (Alfred Newman, 1954)» | 0:22         |
| 2.  | «Main Title/The Imperial Probe (Extended Version)»                          | 7:58         |
| 3.  | «Luke’s Escape»                                                             | 3:34         |
| 4.  | «Luke’s Rescue»                                                             | 1:45         |
| 5.  | «The Imperial March (Darth Vader’s Theme)»                                  | 2:59         |
| 6.  | «The Battle in the Snow»                                                    | 3:45         |
| 7.  | «Luke’s First Crash»                                                        | 4:12         |
| 8.  | «The Rebels Escape Again»                                                   | 2:59         |
| 9.  | «The Asteroid Field»                                                        | 4:14         |
| 10. | «Yoda’s Theme»                                                              | 3:26         |
| 11. | «Han Solo and the Princess»                                                 | 3:26         |
| 12. | «The Training of a Jedi Knight»                                             | 3:13         |
| 13. | «The Magic Tree»                                                            | 3:32         |
| 14. | «Yoda and the Force»                                                        | 4:02         |
| 15. | «City in the Clouds»                                                        | 6:50         |
| 16. | «Lando’s Palace»                                                            | 3:52         |
| 17. | «The Duel»                                                                  | 4:14         |
| 18. | «Hyperspace»                                                                | 4:03         |
| 19. | «Finale/End Credits»                                                        | 6:18         |

| №   | Название                                                         | Длительность |
| --- | ---------------------------------------------------------------- | ------------ |
| 6.  | «Drawing the Battle Lines/Leia’s Instructions»                   | 4:02         |
| 8.  | «Attack Position»                                                | 3:04         |
| 9.  | «Crash Landing»                                                  | 3:34         |
| 17. | «Carbon Freeze/Luke Pursues the Captives/Departure of Boba Fett» | 11:08        |
| 18. | «Losing a Hand»                                                  | 1:14         |
| 21. | «Ewok Celebration (Film Version)/End Titles (Film Version)»      |              |

Примечание. Части треков шесть и семнадцать в этом конкретном наборе имеют левый и правый каналы обратного направления).
Первая часть двадцать первого трека, «Ewok Celebration (Film Version)», из «Возвращения джедая».

## Список треков для переиздания Специального издания
В рамках подготовки к 20-й годовщины выпуска Специального издания оригинальных фильмов трилогии, 20th Century Fox провёл четыре месяца, с апреля по июль 1996 года, передавая, очищая и подготавливая оригинальные саундтреки для специальных выпусков с двумя дисками. Первоначальный выпуск RCA Victor в 1997 году состоял из книг с ограниченным тиражом и компакт-дисками с лазерной гравировкой внутри передней и задней обложек каждой книги. В упаковке «Империи наносит ответный удар», диски выгравированы с логотипом Империи. Диски получили неограниченный выпуск в Jewel case с двумя дисками, также RCA Victor позже в том же году. Они были снова переизданы в 2004 году Sony Music, с новой графикой, параллельной первому DVD выпуску оригинальной трилогии.
| №                   | Название | Длительность              |
| ------------------- | --- | ------------------------- |
| 1.                  | «20th Century Fox Fanfare» (Alfred Newman (1954))                                                                                  | 0:22                      |
| 2.                  | «Main Title/The Ice Planet Hoth»                                                                                                   | 8:08                      |
| 3.                  | «The Wampa’s Lair/Vision of Obi-Wan/Snowspeeders Take Flight»                                                                      | 8:44                      |
| 4.                  | «The Imperial Probe/Aboard the Executor»                                                                                           | 4:24                      |
| 5.                  | «The Battle of Hoth" - I. "Ion Cannon" - II. "Imperial Walkers" - III. "Beneath the AT-AT" - IV. "Escape in the Millennium Falcon» | 14:48 4:02 3:37 4:03 3:06 |
| 6.                  | «The Asteroid Field» | 4:15                      |
| 7.                  | «Arrival on Dagobah» | 4:52                      |
| 8.                  | «Luke’s Nocturnal Visitor» | 2:35                      |
| 9.                  | «Han Solo and the Princess» | 3:26                      |
| 10.                 | «Jedi Master Revealed/Mynock Cave»                                                                                                 | 5:44                      |
| 11.                 | «The Training of a Jedi Knight/The Magic Tree»                                                                                     | 5:16                      |
| Общая длительность: | Общая длительность: | 62:41                     |

| №                   | Название                                                  | Длительность |
| ------------------- | --------------------------------------------------------- | ------------ |
| 1.                  | «The Imperial March (Darth Vader’s Theme)»                | 3:02         |
| 2.                  | «Yoda’s Theme»                                            | 3:30         |
| 3.                  | «Attacking a Star Destroyer»                              | 3:04         |
| 4.                  | «Yoda and the Force»                                      | 4:02         |
| 5.                  | «Imperial Starfleet Deployed/City in the Clouds»          | 6:04         |
| 6.                  | «Lando’s Palace»                                          | 3:53         |
| 7.                  | «Betrayal at Bespin»                                      | 3:46         |
| 8.                  | «Deal with the Dark Lord»                                 | 2:37         |
| 9.                  | «Carbon Freeze/Darth Vader’s Trap/Departure of Boba Fett» | 11:50        |
| 10.                 | «The Clash of Lightsabers»                                | 4:18         |
| 11.                 | «Rescue from Cloud City/Hyperspace»                       | 9:10         |
| 12.                 | «The Rebel Fleet/End Title»                               | 6:28         |
| Общая длительность: | Общая длительность:                                       | 61:42        |

## Информация звукозаписи

### Список реплик
- 1M1 Main Title (2)
- 1M2 The Imperial Probe (3)
- 1M2 New Start
- 1M2 Insert Bar 80
- 1M2 Insert #2 Bar 109
- 1M3/2M1 Luke’s Escape
- 2M2 Ben’s Instructions
- 2M3 Luke’s Rescue
- 2M4 The Probe Scanner
- 3M1 Drawing the Battle Lines
- 3M2 Leia’s Instructions
- 3M3 The Snow Battle
- 3M4/4M1 Luke’s First Crash
- 4M2 The Rebels Escape Again
- 4M3 The Asteroid Field
- 5M1 Crash Landing
- 5M2 Yoda Appears
- 5M3 Yoda’s Entrance (4)
- 5M3 End Fix
- 5M4/6M1 Solo and the Princess
- 6M2 Yoda’s Teaching
- 6M3 This Is Not a Cave
- 6M4 Training a Jedi
- 6M5/7M1 the Magic Tree
- 7M2 Attack Position
- 7M3 Yoda Raises the Ship
- 7M4/8M1 Vader’s Command
- 8M2 City in the Clouds
- 8M3 Lando’s Palace
- 9M1 Luke to the Rescue
- 9M2 Vadar Shows Up
- 9M3 Putting ThreePio Together
- 9M4 Trouble in Prison
- 9M6/10M1 Carbon Freeze (5)
- 9M6/10M1 Insert Bar 57
- 10M2 Luke Pursues the Captives
- 10M3 Chewie Chokes Lando
- 11M1 Through the Window
- 12M1 Losing a Hand
- 12M2 To Hyper-Space
- 12M3 Finale (6)
- 12M4 End Credits (7)
- 12M4 End Credits Insert

## Позиции в хит-парадах
Годовые итоговые чарты:
| Хит-парад (1980)                   | Позиция |
| ---------------------------------- | ------- |
| США (Billboard Top Popular Albums) | 63      |